# Sianniemensaaret
Sianniemensaaret är en ö i Finland. Den ligger i sjön Jäsys och Retujärvi och i kommunen Joensuu i den ekonomiska regionen  Joensuu ekonomiska region  och landskapet Norra Karelen, i den sydöstra delen av landet, 400 km nordost om huvudstaden Helsingfors. Öns area är 0,2 hektar och dess största längd är 50 meter i sydväst-nordöstlig riktning.  Notera att namnet antyder att det är fråga om flera öar.